# Gran cruz del tesoro de Guarrazar
La gran cruz, o cruz procesional del tesoro de Guarrazar, es una cruz que fue encontrada en 1858 en la localidad de Guadamur, cerca de la ciudad de Toledo (España), cuando se descubrió el llamado tesoro de Guarrazar, del que forma parte. Este tesoro está compuesto por una serie de valiosísimas piezas de orfebrería visigoda que aparentemente fueron ocultadas al producirse la invasión musulmana de la península ibérica en el año 711. Aunque la cruz fue encontrada formando parte de ese tesoro se cree que no es de fabricación visigoda sino obra de un taller externo, posiblemente italiano. La gran cruz sólo se conserva hoy de forma parcial —dos placas de oro que cubrían la parte delantera o trasera de dos brazos— ya que el resto de ella fue destruido por sus descubridores para intentar obtener un beneficio económico del oro y de las piedras preciosas que la formaban. Los dos fragmentos que se conservan se guardan en el Museo Arqueológico Nacional en Madrid (número de catálogo M.A.N. 52.561). Hay razones para creer que puede ser identificada con una cruz-relicario de oro mencionada en fuentes antiguas como un importante regalo diplomático del papa san Gregorio Magno al rey visigodo Recaredo I. Con el regalo de esa cruz, que contenía un fragmento del Lignum Crucis, es decir, una reliquia de la madera de la cruz sobre la que se crucificó a Jesucristo, el papa quería conmemorar la conversión del rey y de la gran mayoría del pueblo visigodo al catolicismo, un acontecimiento de gran importancia para la Iglesia.

## Descubrimiento y destrucción parcial de la cruz
El tesoro de Guarrazar fue descubierto accidentalmente en 1858 en Guadamur, a causa de unas lluvias torrenciales. Se encontraba repartido en el interior de dos tumbas diferentes de un antiguo cementerio visigótico. Cada depósito fue descubierto de manera independiente y casi simultánea por dos personas diferentes, Francisco Morales y Domingo de la Cruz, dos agricultores de la localidad. Ambos decidieron quedarse lo que habían encontrado y guardar silencio, ya que no eran los propietarios de la parcela en la que se hizo el descubrimiento y, por tanto, tampoco eran los propietarios legales de las piezas encontradas. A partir de aquí la historia es confusa y existen versiones diferentes y numerosas lagunas. Lo que se sabe es que en un primer momento los descubridores del tesoro y sus familias intentaron obtener dinero vendiendo en secreto gradualmente varias de las piezas encontradas, o pedazos de ellas, a diversos plateros toledanos, hasta que el rumor se extendió por Toledo y algunas personas empezaron a ser conscientes de la importancia arqueológica y artística de las piezas que se estaban vendiendo y fundiendo. Estas personas decidieron comprar todas las que aún pudieron encontrar, restauraron en la medida de lo posible los desperfectos que se les habían ocasionado y las sacaron en secreto de España para venderlas en Francia. El gobierno francés las adquirió en 1859 para destinarlas al Museo de Cluny (París), especializado en arte medieval. Cuando eso ocurrió la prensa francesa publicó la noticia de la venta y como consecuencia de ello el asunto fue conocido por primera vez por las autoridades españolas, que hasta ese momento no sabían nada. Se produjo entonces una reclamación diplomática ante el gobierno francés, que no fue atendida hasta un acuerdo de intercambio de obras de arte entre España y Francia en 1940, se abrió una investigación judicial en Toledo y se iniciaron unas excavaciones en el yacimiento de Guadamur.
En cualquier caso, para ese momento unos dos tercios del tesoro ya habían sido destruidos, y la mayor parte de lo que quedaba se encontraba en Francia. No obstante, aún quedaban en España algunas piezas. Ante la imposibilidad de seguir vendiéndolas —había ya una orden del gobernador civil de Toledo ordenando requisar todo lo que se encontrara—, Domingo de la Cruz, uno de los descubridores, regaló a la reina Isabel II las piezas que aún conservaba en su poder, entre ellas la corona de Suintila, a cambio de una suma de dinero y de una pensión vitalicia.
Por su parte, el joyero madrileño José Navarro, que fue quien vendió en Francia las piezas que ahora tenía el Museo de Cluny, aún conservaba las dos placas de oro de la gran cruz. Se ignora en qué lote fue hallada ésta, aunque se cree que pudo formar parte del segundo, el que cayó en manos de Domingo de la Cruz. También se sospecha que las placas debieron llegar a Navarro por compra de éste a algún platero toledano. Además de las placas, José Navarro tenía también unos “carbones ” que al parecer provenían de la cruz y que no eran restos del alma de madera interior, es decir, del soporte sobre el que iban colocadas las placas de oro. Es importante recordar que la hipótesis más probable es que la gran cruz no fuera una cruz procesional en sentido estricto, sino una cruz-relicario, y los “carbones ” debieron de ser, muy probablemente, las reliquias que se hallaron en su interior, y que por ese motivo no se descartaron como madera vieja. Es posible también que la cruz portara alguna inscripción en latín en su reverso, como en otras cruces de la época que se han conservado.
La supervivencia de los carbones sugiere, como hipótesis más probable, que fuera un joyero toledano el que desmembrara la cruz y no uno de los descubridores. Posiblemente aparecieron durante el desguace, en vez de haber sido comprados por el joyero junto a las placas de oro, dado que carecen de interés en joyería. Los carbones se debieron de encontrar en algún lugar importante de la cruz, seguramente en una cápsula en su centro, y eso evitó que fueran destruidos. De idéntica manera, José Navarro los conservó junto a los restos de la cruz, y vendió el conjunto al gobierno español en 1860, negándose a proponer ningún precio, sino por lo que le quisieran dar. El Ministerio de Fomento compró el lote y adscribió temporalmente los restos de la gran cruz al Gabinete de Antigüedades de la Biblioteca Nacional, de donde pasaron al Museo Nacional de Arqueología tras su fundación, en 1867, donde se encuentran desde entonces.

## Análisis de la obra

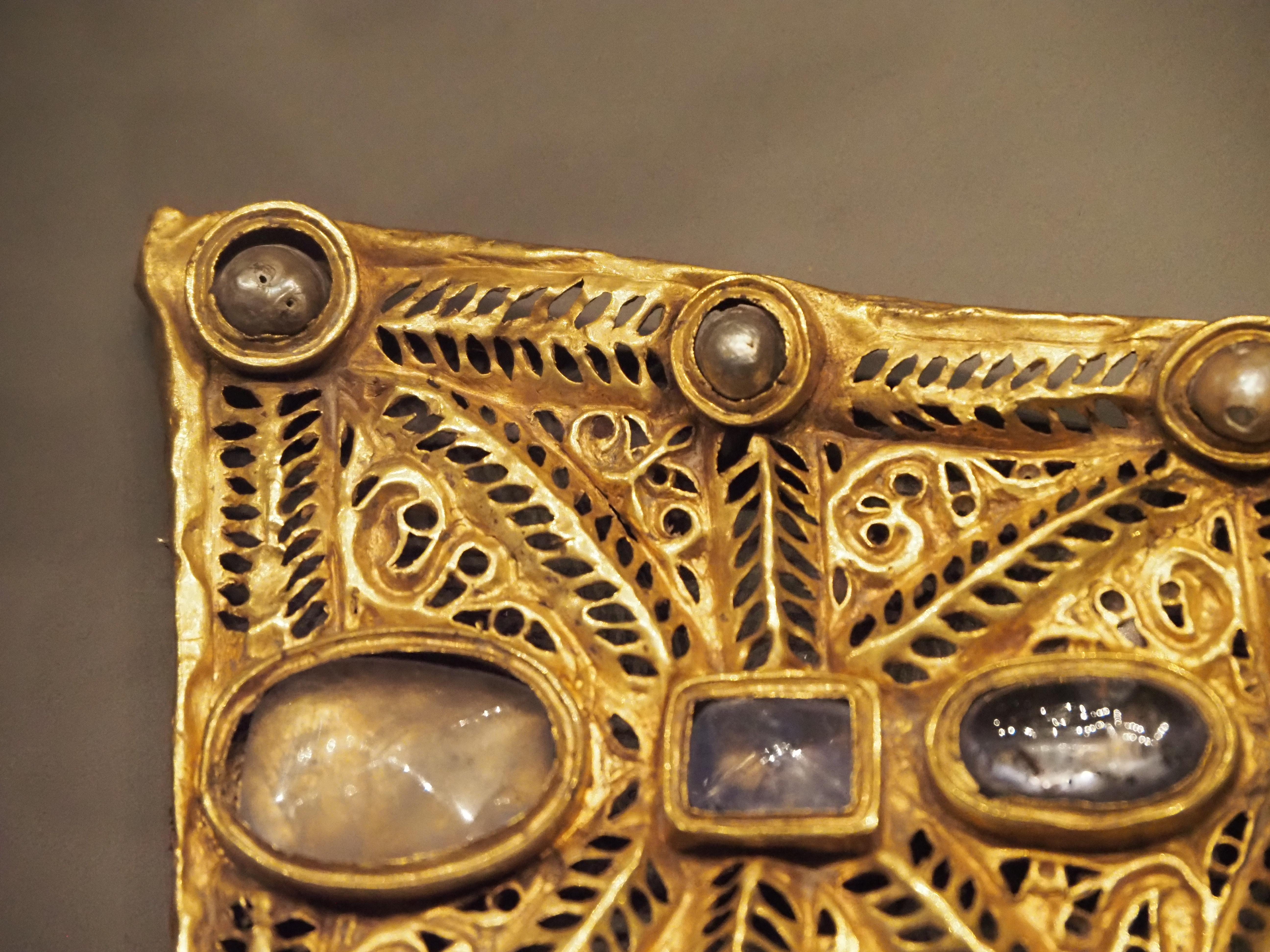
Las incisiones vacías contenían originalmente pequeños granates

Como ya se ha mencionado, los restos de la gran cruz que subsisten actualmente son dos placas o revestimientos laminares de dos de sus brazos, ya que se considera muy poco probable que sean la parte delantera y trasera de uno solo de los brazos. Son dos chapas de oro de unos 0.03 cm de grosor que tienen forma trapezoidal y que se cree que recubrían como si fuera una caja el núcleo de la cruz, que estaría hecho posiblemente de madera. Se trataba de una cruz gemada, es decir, cubierta de gemas. La superficie de las placas está sembrada de pedrería, nácar y perlas engastadas, acompañada de trabajos en volumen en forma de hojas y roleos con incisiones. Cada una de esas incisiones contenía originariamente un pequeño granate incrustado, por lo que había un gran número de ellos repartido por la superficie de las placas, aunque se han perdido en su casi totalidad. Su pérdida supone una gran alteración con respecto al aspecto original, que mostraba un colorido mucho más vivo por el contraste entre el amarillo del oro y el rojo de los granates, como en otras piezas de orfebrería de la época. Hoy en día ese contraste no existe y está sustituido por un efecto de claroscuro causado por el vacío de los huecos de las incisiones.
Para poder hacer su función de caja, los bordes de las placas están doblados en ángulo recto, para poder cubrir también el perfil de la cruz. Se ha debatido acerca de si los trozos conservados corresponden al anverso (el lado frontal) o al reverso (el lado posterior) de la cruz. Aunque no se puede concluir con certeza, se cree que es más probable que los dos correspondan a su lado frontal. En este caso, se ignora cómo podría haber sido su lado posterior, tal vez más sencillo.
La técnica de orfebrería con la que se han trabajado las dos láminas de la gran cruz se conoce como opus interrasile, y consiste en abrir motivos ornamentales vacíos, que recuerdan a los encajes de las telas, por medio de la perforación de las láminas con un punzón. Esta técnica es característica de la orfebrería romana de finales del siglo II, aunque se siguió practicando hasta el siglo V en el mundo romano oriental. Este dato sugiere que la gran cruz es el objeto más antiguo del tesoro de Guarrazar, de en torno al siglo VI, y que su procedencia, aunque desconocida, es otra que la del resto de las piezas del conjunto. En la época en que se creó la cruz la técnica del opus interrasile ya no era popular, aunque aún se practicaba, y los orfebres obtenían resultados diferentes a los conseguidos en tiempos anteriores por la incrustación en los espacios vacíos de piedras de color rojo y por el uso de la técnica del repujado.
La pedrería, nácares y perlas se sujetan a las placas de oro con engastes del tipo conocido como cápsula con moldura. Las piezas de color blanco (perlas y nácar) ocupan siempre los bordes, mientras las piedras de color se disponen en la calle del centro, siguiendo en general un patrón de alternancia de gemas de perímetro curvo (más o menos ovaladas o circulares) con otras de perímetro recto (más o menos cuadradas o rectangulares). La observación atenta de las perlas y piedras sugiere que no todas son las originales, pues en algunos casos son demasiado pequeñas para las cápsulas en las que se encuentran. En concreto se ha sugerido que originariamente las placas no contenían perlas sino únicamente piezas de nácar recortado, y que las perlas, aunque son antiguas, fueron añadidas en la recomposición moderna que se llevó a cabo cuando se detuvo el proceso de destrucción de la gran cruz y se repararon los fragmentos supervivientes para su venta.
Un estudio analítico de las gemas engastadas ha mostrado que la mayoría de ellas son zafiros, posiblemente procedentes de Ceilán (actual Sri Lanka), y que cinco son vidrios de color. Por lo que se refiere al llamado brazo 1 (MAN 52.561), la secuencia de piedras en la calle central, leída del extremo más estrecho al más ancho, es la siguiente:
|  | Gemas de la calle central, de izquierda a derecha 1. Vidrio artificial verde, rectangular 2. Zafiro, rectangular 3. Vidrio artificial verde, cuadrado 4. Zafiro, oval 5. Perdido [rectangular] 6. Zafiro, oval 7. Zafiro, rectangular 8. Zafiro, oval 9. Vidrio artificial pardo anaranjado, cuadrado 10. Zafiro, oval irregular |

Por lo que se refiere al brazo 2, la secuencia de piedras en la calle central, leída del extremo más estrecho al más ancho, es la siguiente:
|  | Gemas de la calle central, de derecha a izquierda 1. Vidrio artificial verde, rectangular 2. Zafiro, irregular curvado 3. Vidrio artificial verde, rectangular 4. Zafiro, irregular curvado 5. Perdido [rectangular] 6. Zafiro, irregular cuadrangular 7. Perdido [rectangular] 8. Zafiro, oval 9. Zafiro, cuadrado 10. Zafiro, oval |

A pesar de conservarse parcialmente y de haber podido sufrir alguna alteración en el siglo XIX, los fragmentos supervivientes proporcionan información, ni que sea de forma incompleta, de cuál fue la apariencia original de la gran cruz. Ésta fue similar, en su forma y en la distribución de la pedrería, a la de otros ejemplares antiguos conocidos, físicos o representados. Entre ellos hay que mencionar la Cruz de Justino II, una cruz-relicario bizantina del siglo VI conservada en el Vaticano, que en su estado original pudo ser más parecida a la gran cruz que ahora, ya que ha sido alterada varias veces y su pedrería actual es posterior al siglo XVI. La cruz representada en el centro del mosaico del ábside de la basílica de San Apolinar en Classe (Rávena) muestra, como la gran cruz, un contorno recorrido por una hilera de pedrería blanca, que sin duda pretende figurar perlas o nácar, mientras en la calle central se representan piedras azuladas y verdosas en una alternancia de formas más o menos circulares u ovaladas con otras más o menos rectangulares o cuadradas, de forma parecida a la gran cruz de Guarrazar, que posee una cadencia similar, aunque no exacta. No obstante, la más similar, incluso en las dimensiones, parece ser la Cruz de los Ángeles de la catedral de Oviedo, con la que ha sido comparada muy frecuentemente, ya desde el momento mismo en que fue dada a conocer.

### El colgante en forma de alfa

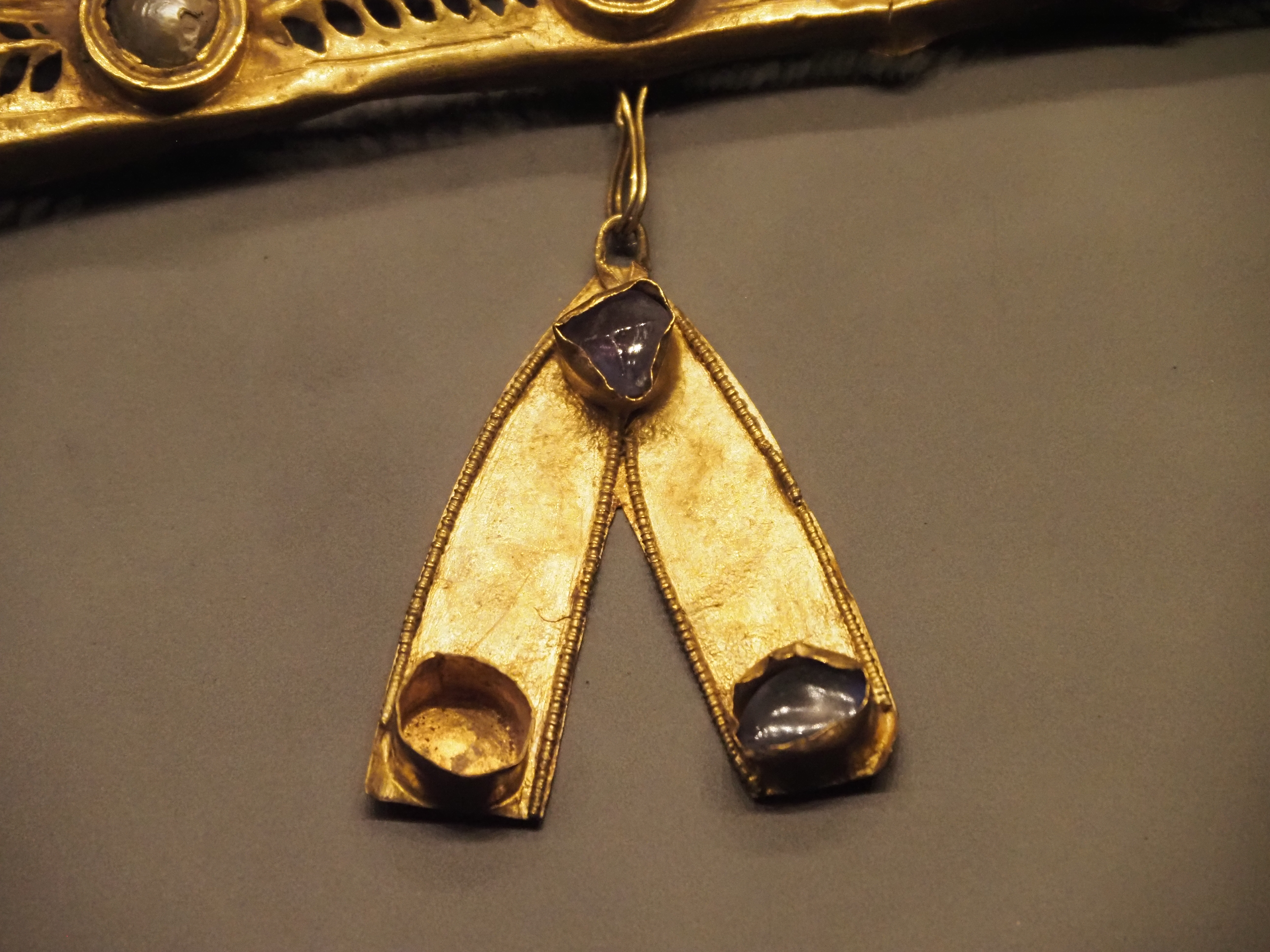
Colgante en forma de alfa, 5'3 cm (longitud) x 7'9 cm (anchura), oro y zafiros, Museo Arqueológico Nacional, Madrid (M.A.N 52.560)

Se conserva también un colgante en forma de alfa, realizado con una lámina recortada de oro con gemas, que se cree que estuvo en algún momento asociado a la gran cruz, colgando de uno de sus lados. Al parecer existió también una letra omega, según testimonios tomados durante la investigación judicial de la venta de las piezas del tesoro de Guarrazar, en los que se menciona una letra M, o una C, que podría ser en realidad una letra omega del alfabeto griego. Las letras alfa y omega hacen referencia a una frase de Cristo en el libro del Apocalipsis: “Yo soy el Alfa y la Omega, el Primero y el Último, el Principio y el Fin ” (Ap. 22, 13).
Las piedras que adornan la letra alfa son zafiros, pero se cree que no son los originales. Su característica más interesante es el hilo moldurado que rodea su contorno imitando una sucesión de bolitas. Es un trabajo de gran calidad, tanto en su manufactura como en su unión por soldadura con la lámina en forma de alfa. Existe una gran diferencia, tanto técnica como conceptual, entre el colgante en forma de alfa y los restos conservados de la gran cruz y se cree que no es una parte original de ésta. Su análisis apunta a que el alfa fue realizada fuera de la península ibérica, en un taller que tampoco tenía relación con la cruz, lo que no impide suponer que en algún momento fue utilizada para formar conjunto con ella, según las prácticas de la época. La letra alfa no está entera, sino que fue cortada en su parte inferior, como puede verse a simple vista por la interrupción del mencionado hilo moldurado que recorre todo el contorno. Al parecer tuvo también unos pequeños pinjantes que colgaban de ella, como ella colgaba de la cruz.

## Posible mención de la cruz en fuentes documentales antiguas

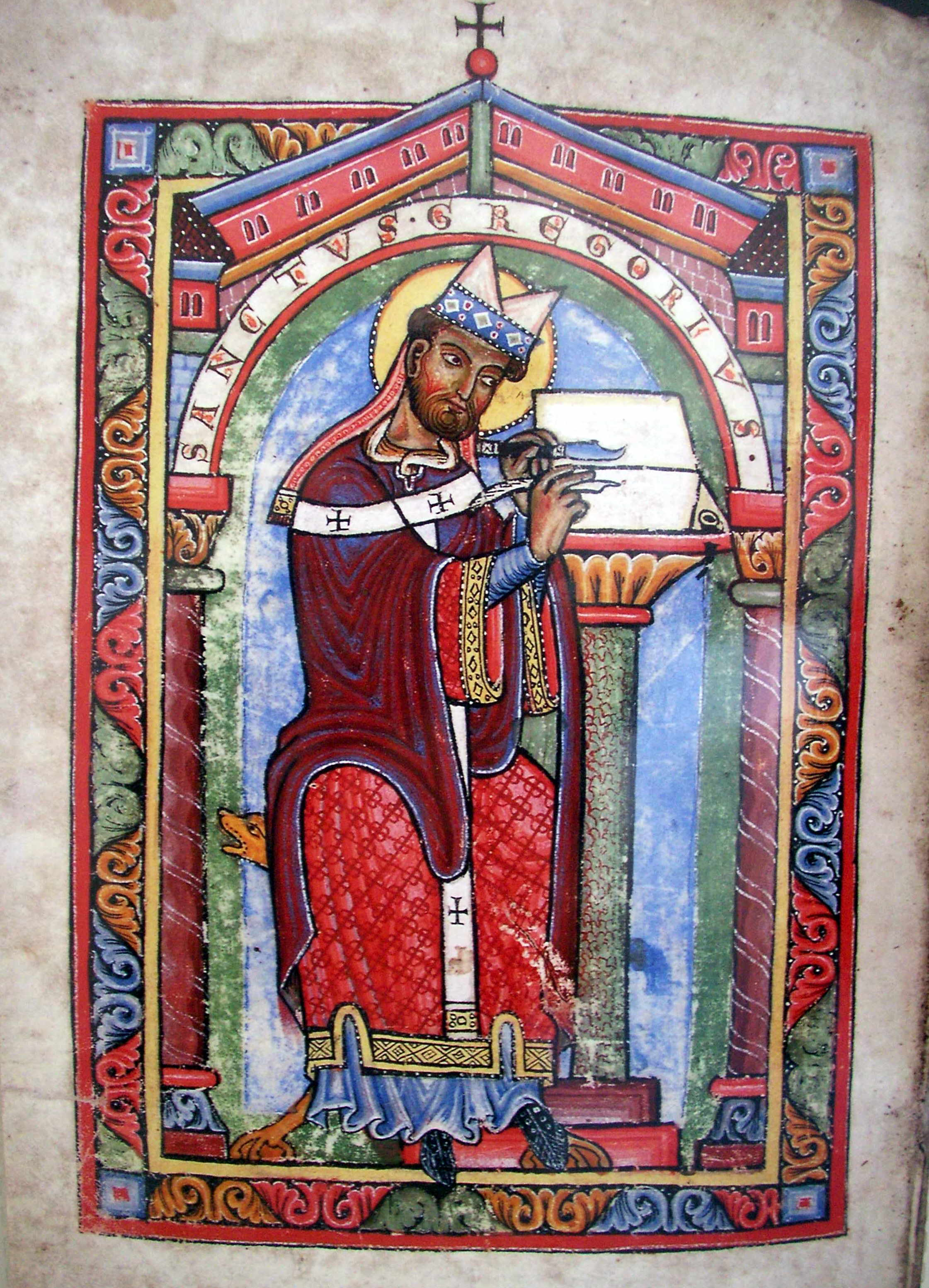
El papa san Gregorio Magno representado en una miniatura medieval

El año 589, durante la celebración del III Concilio de Toledo, el rey visigodo Recaredo I abjuró del arrianismo y se convirtió al catolicismo. Junto a él se convirtió la gran mayoría del pueblo visigodo. Esta conversión suponía un hecho de enorme importancia para la Iglesia. El rey comunicó su decisión al papa san Gregorio Magno a través de una carta, cuyo contenido se ha conservado, y por ella se sabe que también le enviaba como obsequio un cáliz de oro cubierto de piedras preciosas, que sin duda debió ser una pieza extraordinaria.
A su vez, la Crónica de Alfonso III menciona que en el año 599, para conmemorar la conversión, el papa san Gregorio Magno regaló al rey Recaredo una cruz-relicario de oro que contenía una reliquia del Lignum Crucis —un fragmento de la cruz de Jesús que se creía auténtico— y unos cabellos de san Juan Bautista. También se conoce por el Liber Ordinum la existencia en Toledo de una iglesia llamada de la Santa Cruz donde cada Viernes Santo se celebraba una procesión para mostrar la reliquia del Lignum Crucis.
Tal como ya se ha mencionado, se cree que la gran cruz del tesoro de Guarrazar data del siglo VI y es obra de un taller externo al ámbito visigodo, posiblemente itálico. Por el contrario, la gran mayoría del resto de piezas del tesoro fueron realizadas por uno o más talleres hispano-visigóticos en diversos momentos a lo largo del siglo VII. Según el estudio tecnológico realizado a la corona de Recesvinto, ésta fue realizada teniendo expresamente como modelo a la gran cruz, y los mismos patrones decorativos se observan en la desaparecida corona de Suintila, según las fotografías y dibujos de ella que se conservan. Es decir, que esas coronas, realizadas en los talleres hispano-visigóticos con posterioridad al reinado de Recaredo I, reproducen motivos decorativos tomados de una pieza más antigua, cosa que no ocurre en piezas conservadas anteriores a ese reinado. Este hecho parece indicar que la gran cruz no se encontraba en la actual España antes del reinado de Recaredo I, y que sólo a partir de ese período comenzó a ejercer su influencia y se convirtió en un modelo a seguir. Esta influencia solo podría explicarse si la gran cruz hubiera tenido una especial significación religiosa o votiva, tal vez por ser objeto de veneración al estar asociada a una importante reliquia, o como símbolo de la sanción divina del poder real, o por ambos motivos. Por ello se ha sugerido que los brazos de la gran cruz podrían ser en realidad los restos de la cruz-relicario enviada por el papa san Gregorio Magno al rey Recaredo I para conmemorar su conversión al catolicismo.
Como ya se ha mencionado, en el momento de la compra de los restos de la gran cruz por parte del gobierno español se encontraban también unos “carbones” que se decían provenientes de la cruz y que se consideraban posibles reliquias guardadas en su interior. Este hecho parece reafirmar la hipótesis de que la gran cruz era en realidad una cruz-relicario. Si se toman como modelo otras cruces-relicario más o menos análogas, como la ya mencionada Cruz de los Ángeles de la catedral de Oviedo, las posibles reliquias podrían haber estado guardadas en una cápsula circular situada en el centro de la cruz, en la intersección entre sus brazos. El análisis de las placas conservadas de la gran cruz muestra una curvatura cóncava en el extremo interior de una de ellas, aunque no en la otra. No obstante, consta documentalmente que se tomaron muestras del borde de una de las placas para realizar un análisis químico del oro: la muestra o muestras hubieron de recortarse precisamente de ese sector, ya que es el único que hoy en día no tiene rebordes. Por ello, el análisis morfológico de los restos de la gran cruz también es compatible con la hipótesis de la cruz-relicario.